# Peter Meinhold
Peter Paul Emil Max Meinhold (* 20. September 1907 in Berlin; † 2. Oktober 1981 in Salzkotten) war ein deutscher evangelischer Theologe und Kirchenhistoriker. Er war ordentlicher Professor für Dogmen- und Kirchengeschichte an der Universität Kiel.

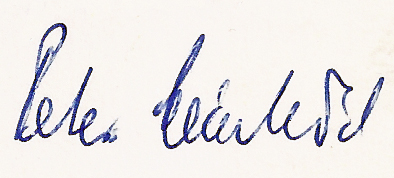
Peter Meinhold. Signatur 1977

## Leben
Peter Meinhold war der Sohn des Kaufmanns Max Meinhold und dessen Frau und Anna. Er studierte in Bethel und Berlin Theologie und erhielt 1934 sein Lizenziat als Theologe. Er war ein Schüler von Erich Seeberg. 1935 habilitierte er sich in Berlin und war dort Privatdozent. 1935/36 hatte er eine Lehrstuhlvertretung an der Universität Heidelberg und 1936 wurde er außerordentlicher Professor in Kiel. Am 3. Dezember 1937 beantragte er die Aufnahme in die NSDAP und wurde rückwirkend zum 1. Mai desselben Jahres aufgenommen (Mitgliedsnummer 5.363.544). Im Zweiten Weltkrieg war er als Marine-Kriegspfarrer bei der Wehrmacht in Athen stationiert. Nach dem Krieg lehrte er bis zu seiner Emeritierung 1975 als ordentlicher Professor in Kiel. Danach arbeitete er 1976 bis 1981 am Institut für Europäische Geschichte in Mainz als Leiter der Abteilung für Religionsgeschichte und forschte zum Beispiel zur Ökumene.
Ab den 1930er-Jahren befasste er sich mit Martin Luther. Aufmerksamkeit erlangte er mit der These von 1936, dass den Veröffentlichungen der Genesis-Vorlesung von Martin Luther, die sich ab 1535 über zehn Jahre hinzogen und ihn in seinem letzten Lebensjahrzehnt beschäftigten, nicht zu trauen sei. Sie seien nämlich von Schülern herausgegeben worden, die Interessen in Richtungskämpfen des Protestantismus in den Jahrzehnten nach Luthers Tod vertreten hätten. Meinholds Buch bestimmte jahrzehntelang die Beschäftigung mit diesem Thema.
1955 wurde er Ehrendoktor in Marburg.
1938 bis 1955 war er Mitherausgeber der Zeitschrift für Kirchengeschichte.

## Schriften (Auswahl)
- Die Genesisvorlesung Luthers und ihre Herausgeber, Kohlhammer 1936.
- Ökumenische Kirchenkunde, 1962.
- Geschichte der kirchlichen Historiographie, 2 Bände, Orbis academicus, Karl Alber Verlag 1967.
- Luther heute: Wirken und Theologie Martin Luthers, des Reformators der Kirche, in ihrer Bedeutung für die Gegenwart. Lutherisches Verlagshaus, Berlin, Hamburg 1967.
- Luthers Sprachphilosophie, Lutherisches Verlagshaus, Berlin 1958.

Als Herausgeber
- Claus Harms. Ausgewählte Schriften und Predigten, bearbeitet von G. E. Hoffmann, Johann Schmidt, Fernando Wasner und Lorenz Hein, 2 Bde., Flensburg 1955.
- Johann Hinrich Wichern: Werke (10 Bände, 1962–1988).